# Stefan Magen
Stefan Magen (* 1966) ist ein deutscher Rechtswissenschaftler.

## Leben
Ab 1988 studierte er Philosophie und später auch Rechtswissenschaft an der Goethe-Universität Frankfurt am Main und an der Ruhr-Universität Bochum. 1995 legte er die erste juristische Staatsprüfung am Oberlandesgericht Düsseldorf, 1996 den Magister Artium im Hauptfach Philosophie an der Ruhr-Universität Bochum und 1997 die zweite juristische Staatsprüfung beim Landesjustizprüfungsamt Nordrhein-Westfalen ab. Nach der Promotion zum Dr. iur. 2003 in Frankfurt am Main bei Michael Stolleis und der Habilitation 2010 an der Rechts- und Staatswissenschaftlichen Fakultät der Universität Bonn ist er seit 2010 Inhaber des Lehrstuhls für Öffentliches Recht, Rechtsphilosophie und Rechtsökonomik an der Ruhr-Universität Bochum.

## Schriften (Auswahl)
- Körperschaftsstatus und Religionsfreiheit. Zur Bedeutung des Art. 137 Abs. 5 WRV im Kontext des Grundgesetzes. Tübingen 2004, ISBN 3-16-148260-3.
- Fairness, Eigennutz und die Rolle des Rechts. Eine Analyse auf Grundlage der Verhaltensökonomik. Bonn 2005.
- Zur Interaktion von Recht und sozialen Normen bei der dezentralen Bereitstellung von Gemeinschaftsgütern. Bonn 2006.
- Rechtliche und ökonomische Rationalität im Emissionshandelsrecht. Bonn 2009.